# Leeds Forge Schotterwagen für indische Bahnen
1907 entwickelte Leeds Forge Company in Großbritannien eine neue Bauart zweiachsiger Trichterwagen mit dosierbarer Entladung zum Einschottern von Gleisen.
Aufbau und Fahrgestell der für die Meterspurweite gebauten Wagen waren aus gepresstem Stahl gefertigt. Die Wagen waren mit dem von der Leeds Forge Company patentierten beidseitig bedienbaren Entladeklappensystem ausgestattet. So konnten alle Klappen von jeder Seite des Wagens aus bedient werden. Zudem konnten diese beliebig weit geöffnet und auch jederzeit sehr leicht wieder geschlossen werden.
Die Wagen waren somit wesentlich leichter zu bedienen, als die 1905 an die Madras Railway gelieferten Schotterwagen.
Noch im gleichen Jahr bestellten sowohl die Assam Bengal Railway, als auch die Burma Railway Company (heute Myanmar, damals zum Kaiserreich Britisch-Indien gehörend), solche Fahrzeuge. Die Herstellung und Lieferung erfolgte 1908. Lediglich die Aufhängung der Achslager war unterschiedlich. Der komplette Aufbau und alle Maße waren vollkommen identisch.